# Stanisław Kostka Gadomski
Stanisław Kostka Gadomski herbu Rola (ur. 1718, zm. 1797) – wojewoda łęczycki od 1787 roku, marszałek sejmu, generał lejtnant wojsk koronnych I Rzeczypospolitej w 1762 roku, podkomorzy sochaczewski w latach 1760–1787, starosta czerwonogrodzki w 1761 roku.

## Życiorys
Towarzyszył wygnanemu Stanisławowi Leszczyńskiemu do Lotaryngii, gdzie ukończył kursy wojskowe w Akademii Rycerskiej w Nancy. W czasie wojny sukcesyjnej austriackiej służył w wojsku francuskim. Wziął udział w wojnach śląskich w szeregach armii pruskiej. Po powrocie do kraju był stronnikiem propruskiego stronnictwa Potockich. W 1747 został adiutantem hetmana wielkiego koronnego Józefa Potockiego. W latach 1752–1754 pobierał stałą pensję od ambasadora francuskiego w wysokości 400 dukatów rocznie. W 1757 mianowany generałem-majorem wojsk koronnych, powołany do sądu asesorskiego koronnego. W 1760 został deputatem wojskowym na Trybunał Skarbowy Koronny. W 1762 został generałem-lejtnantem.
Wybrany posłem na sejm w 1760 roku. Był marszałkiem ziemi sochaczewskiej w konfederacji Czartoryskich w 1764 roku i posłem na sejm konwokacyjny (1764) z województwa bracławskiego. Był konsyliarzem konfederacji generalnej 1764 roku. Elektor Stanisława Augusta Poniatowskiego w 1764 roku z województwa rawskiego. Poseł na 1766 (Sejm Czaplica). W 1766 odznaczony Orderem Świętego Stanisława. Przystąpił do konfederacji radomskiej. 
W załączniku do depeszy z 2 października 1767 roku do prezydenta Kolegium Spraw Zagranicznych Imperium Rosyjskiego Nikity Panina, poseł rosyjski Nikołaj Repnin określił go jako posła właściwego dla realizacji rosyjskich planów na sejmie 1767 roku za którego odpowiada król, poseł ziemi sochaczewskiej na sejm 1767 roku. W 1767 wszedł w skład delegacji sejmu, wyłonionej pod naciskiem posła rosyjskiego Nikołaja Repnina, powołanej w celu określenia ustroju Rzeczypospolitej. Członek konfederacji Andrzeja Mokronowskiego w 1776 roku. 
Z rekomendacji posła pruskiego wszedł w skład Rady Nieustającej. Członek Departamentu Wojskowego Rady Nieustającej w 1777 roku.  W 1786 roku wybrany posłem na sejm z ziemi sochaczewskiej. Wybrany marszałkiem sejmu w 1786 roku. Był członkiem konfederacji Sejmu Czteroletniego. 
11 listopada 1786 został odznaczony Orderem Orła Białego.